# Mario Venegas
Mario Artidoro Venegas Cárdenas (Traiguén, Chile, 3 de diciembre de 1957) es un profesor y político chileno, militante demócrata cristiano. Ejerció como diputado en representación del distrito N.° 22.
Anteriormente entre 2006 y 2018 fue diputado por el distrito N.º 48. Fue también gobernador de la provincia de Malleco bajo la presidencia de Ricardo Lagos entre 2000 y 2004.

## Biografía
Es hijo de Jerardo Venegas Sepúlveda y Heroína del Carmen Cárdenas.
Sus estudios primarios fueron realizados en la comuna de Angol, en la Escuela N.º 4, actual Colegio Hermanos Carrera, y en el Liceo Enrique Ballacey. Es licenciado en Educación con especialidad en Historia y Geografía, graduado de la Universidad de Concepción.
Está casado con Marcela Gómez Osses y es padre de 2 hijos.
Se desempeñó como profesor en el Liceo Lucila Godoy Alcayaga de Traiguén, entre los años 1980 a 1991. Desde 1991 a 2000, fue supervisor técnico pedagógico del Departamento Provincial de Educación de Malleco. El año 2000, fue jefe subrogante del Departamento de Educación SECREDUC de la Región de la Araucanía.

## Trayectoria política y pública
Miembro del Partido Demócrata Cristiano (PDC), donde ha desempeñado cargos directivos en los niveles comunales y provinciales.
Entre el 29 de diciembre de 2000 y el 15 de diciembre de 2004, ocupó el cargo de Gobernador Provincial de Malleco.
Fue elegido diputado en las elecciones parlamentarias de 2005, en representación del PDC, por el distrito Nº48, correspondiente a las comunas de Angol, Collipulli, Ercilla, Los Sauces, Lumaco, Purén, Renaico y Traiguén Integró la Comisión Permanente de Recursos Naturales, Bienes Nacionales y Medio Ambiente; de Obras Públicas, Transportes y Telecomunicaciones; de Educación; y de Micro, Pequeña y Mediana Empresa. Junto con la Comisión Investigadora Chiledeportes y las Comisiones Especiales de la Pequeña y Mediana Empresa (PYME); y Sobre Deudas Históricas. Además integró el Comité Parlamentario Demócrata Cristiano.
En las elecciones parlamentarias de 2009 fue reelecto para un segundo periodo por el mismo distrito, por el periodo legislativo 2010 a 2014. Fue integrante de las comisiones permanentes de Obras Públicas, Transportes y Telecomunicaciones; y de Educación. Formó parte del comité parlamentario del PDC.
En las elecciones parlamentarias de 2013 fue reelecto por un tercer periodo como diputado por el Distrito N.º 48, por el periodo 2014-2018. Integró las comisiones permanentes de Obras Públicas, Transportes y Telecomunicaciones; y Educación. Siendo presidente de esta última entre el 12 de marzo de 2014 y marzo de 2015.
En las elecciones parlamentarias de 2017 fue reelecto como diputado de la República, en representación del PDC, del nuevo 22º Distrito, Región de La Araucanía, dentro del pacto Convergencia Democrática (período legislativo 2018 a 2022). Fue segundo vicepresidente de la Cámara de Diputados a partir del 11 de marzo de 2018, durante la presidencia de la diputada Maya Fernández. Fue integrante de las Comisiones Permanentes de Educación; y de Derechos Humanos y Pueblos Originarios. Formó parte de la Comisión Investigadora de actos del Gobierno relativos al sistema de créditos para el financiamiento de educación superior.
No se presentó a la reelección para las elecciones parlamentarias de 2021. Durante el gobierno del presidente Gabriel Boric fue nombrado como director de la Junta Nacional de Auxilio Escolar y Becas (JUNAEB) de la Región de La Araucanía, en una incorporación que causó molestia de la bancada de la DC, debido a que el PDC no formaba parte de la Alianza de Gobierno.

## Historial electoral

### Elecciones parlamentarias de 2005
- Elecciones parlamentarias de 2005 a Diputado por el distrito 48 (Angol, Collipulli y Ercilla,  Los Sauces, Lumaco, Purén, Renaico y Traiguén)[4]

### Elecciones parlamentarias de 2009
- Elecciones parlamentarias de 2009 a Diputado por el distrito 48 (Angol, Collipulli y Ercilla,  Los Sauces, Lumaco, Purén, Renaico y Traiguén)[5]

### Elecciones parlamentarias de 2013
- Elecciones parlamentarias de 2013 a Diputado por el distrito 48 (Angol, Collipulli y Ercilla,  Los Sauces, Lumaco, Purén, Renaico y Traiguén)[6]

### Elecciones parlamentarias de 2017
- Elecciones parlamentarias de 2017 a Diputado por el distrito 22 (Angol, Collipulli, Curacautín, Ercilla, Galvarino, Lautaro, Lonquimay, Los Sauces, Melipeuco, Perquenco, Purén, Renaico, Traiguén, Victoria y Vilcún)[7]